# Psychotria deplanchei
Psychotria deplanchei là một loài thực vật có hoa trong họ Thiến thảo. Loài này được (Beauvis.) Guillaumin miêu tả khoa học đầu tiên năm 1930.